# Björn Månsson (skådespelare)
Björn Månsson, född 5 januari 1986, är en svensk skådespelare.

## Filmografi
- 2004 – Fjorton suger
- 2006 – One of Us Is Gonna Die Young (kortfilm)

### Fotnoter
1. ↑  ”Björn Månsson”. Svensk Filmdatabas. http://www.sfi.se/sv/svensk-filmdatabas/Item/?type=PERSON&itemid=325155. Läst 6 december 2012.